# Dendrochilum pterogyne
Dendrochilum pterogyne är en orkidéart som beskrevs av Cedric Errol Carr. Dendrochilum pterogyne ingår i släktet Dendrochilum och familjen orkidéer. Inga underarter finns listade i Catalogue of Life.